# Walter Max Zimmermann
Pour les articles homonymes, voir Zimmermann.
Walter Max Zimmermann est un botaniste allemand, né le 9 mai 1892 à Walldürn et mort le 30 juin 1980 à Tübingen.
Il enseigne la botanique à l’université de Tübingen de 1930 à 1960.